# NGC 1149
NGC 1149 је елиптична галаксија у сазвежђу Кит која се налази на NGC листи објеката дубоког неба.
Деклинација објекта је - 0° 18' 32" а ректасцензија 2h 57m 23,8s. Привидна величина (магнитуда) објекта NGC 1149 износи 14,2 а фотографска магнитуда 15,2. NGC 1149 је још познат и под ознакама MCG 0-8-58, CGCG 389-54, NPM1G -00.0116, PGC 11170.